# Franz Zell
Franz Anton Zell (* 28. Februar 1866 in München; † 10. August 1961 ebenda) war ein deutscher Architekt und Volkskundler.

## Leben
Nach einer Schreinerlehre nahm Zell ein Architekturstudium an der Technischen Hochschule München auf. Von 1894 bis 1898 war er Herausgeber des Deutschen Schreinerkalenders und von 1901 bis 1912 Schriftleiter der Süddeutschen Bauzeitung. Zusammen mit seinen Architektenkollgen Gabriel von Seidl (1848–1913), August Thiersch (1843–1917) und Hans Grässel (1860–1939) war er 1902 maßgeblicher Mitbegründer des Vereins für Volkskunst und Volkskunde in München, der später in Bayerischer Landesverein für Heimatpflege umbenannt wurde. Außerdem sammelte er volkstümliche Möbel für das Germanische Nationalmuseum in Nürnberg. 1912 wurde Zell Lehrer (mit dem Titel Professor) an der Baugewerkschule München. Er war Mitglied im Bund Deutscher Architekten.
Als Architekt gilt Franz Zell in seinem Bemühen, repräsentative Landhäuser aus bodenständigen Formen aus traditionellen Werkstoffen zu entwerfen, als einer der Wegbereiter des Heimatstils in der Architektur. Zell war Träger des Goldenen Ehrenrings des Deutschen Museums, für das er u. a. die Inszenierung und die Möbel der dort ausgestellten Apotheke entwarf. 1952 wurde er  mit dem Verdienstkreuz am Bande der Bundesrepublik Deutschland ausgezeichnet.
Verheiratet war er seit 1908 mit Paula Zell.

## Werk

### Bauten und Entwürfe
- 1905–1908: Heimatmuseum in Oberammergau
- 1905–1910: Schnitzerschule in Oberammergau
- 1906: Gasthof Alte Post in Wallgau
- 1906: Hofbrauhaus in Berchtesgaden
- 1909: Villa Eichthal für die Baronin von Eichthal in Starnberg
- 1910: Gasthaus Unterwirt, Marktplatz 2 in Arnstorf
- 1913–1915: Pfarrkirche St. Michael in Vöhringen (Iller)
- Eibsee-Hotel in Grainau / Garmisch-Partenkirchen
- Hotel Fleischmann in  Steinebach
- Fischerbräu in Bad Reichenhall
- Gasthaus Terofal in Neuhaus (Schliersee)
- Stieglkeller in Salzburg
- 1926: Kriegerdenkmal in Siegsdorf vor der Pfarrkirche
- 1930–1931 Umbau vom Klosterhof (Linz)
- 1922: Kirche St. Barbara, 1925 Waldfriedhof sowie 1927 Kinder- und Jugendheim (Abriss 2007) in Maxhütte-Haidhof
- 1908: Kirche in Stein, Aschau im Chiemgau
- Jagdhaus von Graf Pappenheim in Buják in Ungarn (in 1960er Jahren durch Brand zerstört)
- Aussichtsturm „Adlergipfel“ in Buják in Ungarn (Neubau 2000–2002)
- Wiederaufbau des Chinesischen Turms in München
- Wiederaufbau des Salvatorkellers in München
- Wiederaufbau der Markuskirche der Fuggerei in Augsburg
- Umbau des Goethehauses in Mittenwald

### Schriften
- Bauernmöbel aus dem Bayerischen Hochland. Keller, Frankfurt am Main 1899.
- Bauern-Häuser und volksthümliche Hausmalerei im Bayerischen Hochland. Keller, Frankfurt am Main 1900.
- Volkskunst im Allgäu. Kaufbeuren 1902.
- Bauern-Trachten aus dem Bayerischen Hochland. München 1903.
- Heimische Bauweise in Oberbayern. Beispiele einfacher Wohngebäude für die Kleinstadt und das Land. Süddeutsche Verlagsanstalt, München 1906.
- Hausmalereien in Murnau. In: Velhagen & Klasings Monatshefte. Jg. 22 (1907/08), Bd. 2, Heft 11, August 1908, S. 842–848.